# 2020年澳門
|        | 澳門歷史 \| 澳門歷史年表                                                                                                   |
| 世紀： | 20世紀澳門 \| 21世紀澳門 \| 22世紀澳門                                                                                     |
| 年代： | 1990年代澳門 \| 2000年代澳門 \| 2010年代澳門 \| 2020年代澳門 \| 2030年代澳門 \| 2040年代澳門 \| 2050年代澳門               |
| 年份： | 2016年澳門 \| 2017年澳門 \| 2018年澳門 \| 2019年澳門 \| 2020年澳門 \| 2021年澳門 \| 2022年澳門 \| 2023年澳門 \| 2024年澳門 |
| 紀年： | 庚子年（鼠年）、澳門開埠467周年、澳門回歸21周年                                                                            |

## 主要官員

### 行政
- 行政長官：賀一誠
- 行政法務司司長：張永春
- 經濟財政司司長：李偉農
- 保安司司長：黃少澤
- 社會文化司司長：歐陽瑜
- 運輸工務司司長：羅立文

### 立法
- 立法會主席：高開賢

### 司法
- 終審法院首席法官：岑浩輝
- 檢察長：葉迅生

## 大事時序
- 1月到7月：隨著新型冠狀病毒肺炎全球大流行，澳門亦錄得46宗確診個案，更史無前例關閉全部賭場15日[1]及禁止海外遊客來澳[2]。
- 3月24日：路氹城銀河綜合度假村第三期酒店建築地盤發生嚴重工業意外，內地工人於升降機槽工作台清走雜物期間，工作台築棚突然倒塌，釀成3死4傷。[3]
- 5月初：北區發生連環非禮案，多達38名中學女生在中午放學時被同一名男子觸摸臀部及大腿，司警根據周邊監控錄像拘捕一名39歲無業男子。[4]
- 8月19日：氣象局懸掛4年內第3次十號風球，維持2.5小時並發出第二高的紅色風暴潮警告，颱風海高斯於澳門西南20公里處近距離掠過，錄得風力僅次於2017年天鴿、強於2018年山竹，來往澳門半島與氹仔的三條跨海大橋最高每小時、最高10分鐘及最高陣風分別達到127.7、136.4及215.6km/h，內港水浸最深達0.8米，全澳共15人受傷，錄得274宗事故報告，4,656棵樹受損，2,722名居民需疏散，192人入住17個避險中心。[5]
- 9月1日：實施新的暴雨警告信號制度，由2004年7月起的一級制改為三級，分黃、紅及黑色暴雨警告，分別表示預測澳門廣泛地區一小時降雨量將達或已達到約20、50及80毫米，且預料雨勢持續即會發出。[6]
- 11月1日：全面實施最低工資，除家傭及殘疾僱員外的所有工種之時薪及月薪分別不能低於32及6,656澳門元，約3,100名本地僱員和20,000名外僱受惠，最低工資水平每兩年檢討一次。[7]
- 11月7日：氹仔飛能便度街與地堡街交界發生罕見車禍，一輛載有20名乘客的33路線離站期間懷疑機件故障，突然撞入一食店，發出巨響並碎石橫飛，導致7人受傷，包括1名肋骨骨折的內地男店員被困，由消防員救出送院救治。巴士上4女2男乘客擦傷，送院治療無大礙。[8]

## 逝世
- 3月31日：劉惠洪（93歲），武術名宿、2016年體育功績勳章得主。[9]
- 5月26日：何鴻燊（98歲），有賭王之稱，澳門旅遊娛樂創辦人，於香港病逝。[10]
- 11月13日：繆鵬飛（84歲），澳門著名畫家、2017年文化功績勳章得主。[11]